# The Ice
The Ice war eine deutsche Heavy-Rock-/Hardcore-Punk-Band aus Köln.

## Geschichte
Gegründet wurde die Band  2005 von dem Schlagzeuger Matthias Menzel, dem damaligen Sänger Fabian Dünkelmann und dem Gitarristen Michael Röttger. Während des Songwritings für das erste Demo der Band stieß Heiko Bartel als Bassist zur Band.
Das erste Demo mit dem Titel Powertrip veröffentlichte die Band auf Tape und CD im Winter 2006 als Kleinstauflage in Eigenregie und ist heute vergriffen.
Nach der Produktion des Demos Powertrip verließ Sänger und Gründungsmitglied Fabian Dünkelmann die Band und wurde durch Christian Monreal, zuvor Sänger der Band Mindgrab, ersetzt. Im Laufe des Jahres 2006 spielten The Ice erste Shows und arbeiteten an einem zweiten Demo mit dem Titel MMVII, welches  2007 zuerst als  Tape auf Deadsoil Rec., später auch als limitierte 7-Inch Vinyl auf DRA Rec. veröffentlicht wurde.
Nach der Veröffentlichung des MMVII-Demos verließ Bassist Heiko Bartel die Band und wurde durch Peter Busse, ehemals Bassist der Mönchen-Gladbacher Band Settle the Score, ersetzt. Kurz zuvor war Andy Helmholz, Gitarrist der Siegener Band Embraced by Hatred und unter dem Alias „Tank Beats Inc.“ als Hip-Hop-Produzent tätig, als zweiter Gitarrist zur Band gestoßen. Weiteren Auftritten in ganz Europa folgte das Songwriting für die EP Touching the Void, welche 2009 als limitierte Digipack-CD auf dem italienischen Label Countdown Rec. und  2010 als Gatefold 12-Inch Vinyl auf Street Survival Rec. veröffentlicht wurde.
Auf die Veröffentlichung der EP folgten Konzerte auf nationalen und internationalen Bühnen u. a. als Main-Support für Bands wie Ignite, Merauder, Terror, H₂O, Born from Pain, Sick of It All, Death Before Dishonor. Nachdem die Band Mitte des Jahres 2010 die Arbeit an einer neuen Veröffentlichung begonnen hatte, gab The Ice im Dezember 2010 bekannt, dass ihre nächste 7-Inch-Vinyl bei Save My Soul Records erscheinen würde. Dies ist nie geschehen.

## Stil
The Ice verbinden die Härte metallischer Hardcore-Bands aus dem New York der 1990er-Jahre mit dem Groove und der Virtuosität alternativer Heavy-Rock-Bands wie z. B. Only Living Witness oder Life of Agony. Das Rock-Hard-Musikmagazin bezeichnet die Musik von The Ice als „kernig-herzblutigen Alternative-Heavy-Rock“.

## Diskografie
- 2007: MMVII (EP, Demons Run Amok)
- 2010: Touching the Void (Street Survival Records)
- 2019: Chaos Order (Split-Album mit Prisonknife, Injustice Records)